# Goransa

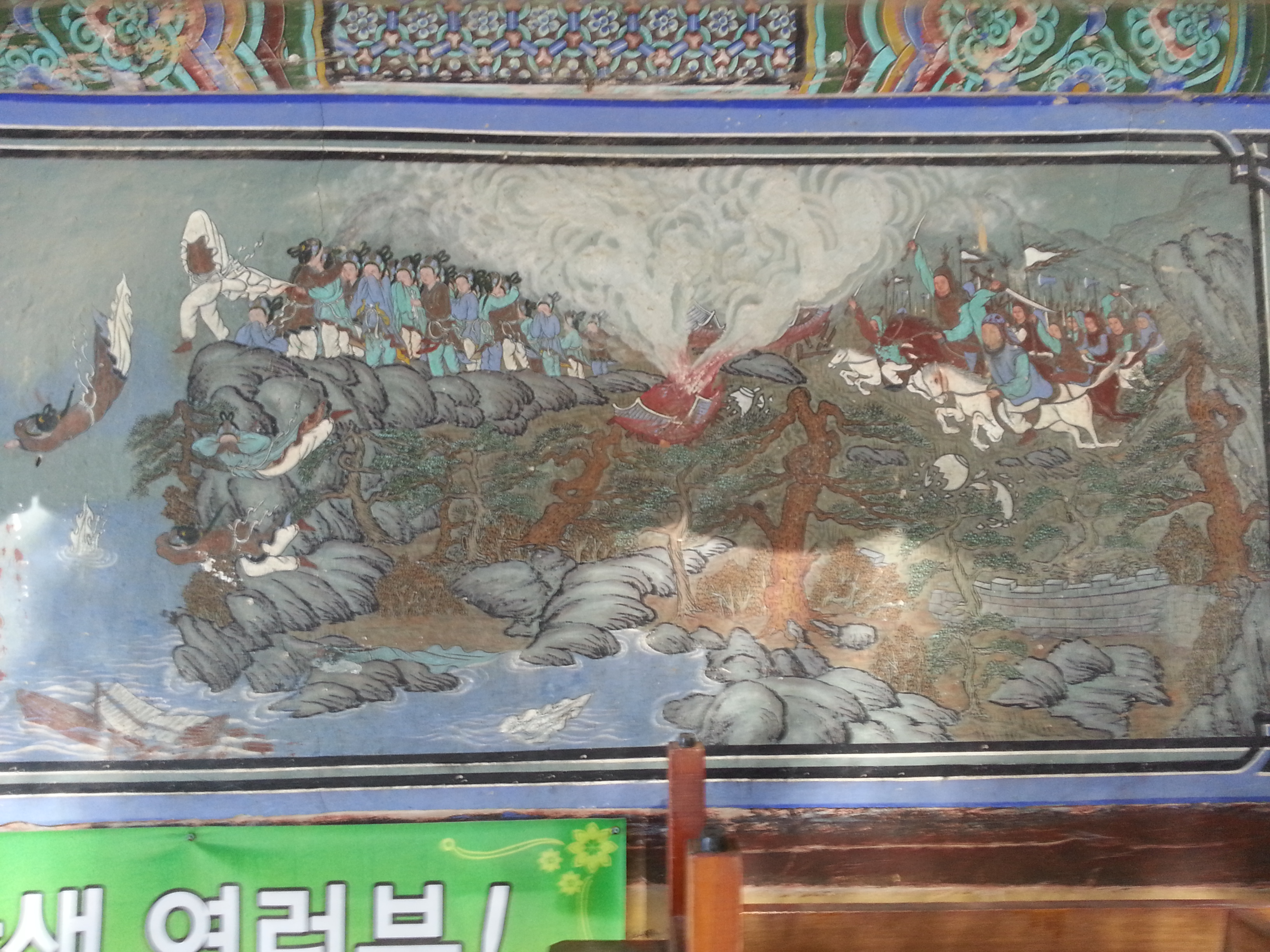
Ein Gemälde am Goransa berichtet von der Legende der „fallenden Blüten“.

Der Goransa ist ein buddhistischer Tempel im Landkreis Buyeo-gun in Südkorea. Er liegt am Fluss Baengmagang, umgeben vom Felsen Nakwaam. Seine Erbauungszeit ist unbekannt, es wird jedoch vermutet, dass er gegen Ende der Baekje-Herrschaft gebaut wurde und als Ruhedomizil der Baekje-Könige diente. Da der Tempel zwischen zwei Felswänden erbaut wurde, gibt es nur einen großen Schrein, einen Schlafraum für die Mönche und einen Glocken-Pavillon.

## Legenden
Hinter dem Tempel befindet sich der Goranjeong-Mineralbrunnen, an dem die sogenannten Gorancho-Kräuter (Crypsinus hastatus) wachsen. Einer Legende zufolge soll sein Wasser verjüngende Kraft besitzen. Ein Becher davon soll um drei Jahre verjüngen. Als Beleg dafür, dass es sich um das Wasser aus dem Goranjeong-Brunnen handelt, wird der Becher mit den Gorancho-Kräutern garniert. Bereits die Baekje-Könige sollen das Wasser des Brunnens mindestens einmal am Tag getrunken haben. Eine weitere Geschichte erzählt von einem Mann, der so viel von dem Wasser trank, dass er sich wieder in ein Baby verwandelte.
Am Nakwaam, dem „Fels der 3000 fallenden Büten“ sollen sich 3000 beamtete Frauen in den Tod gestürzt haben, als das Baekje-Königreich von vereinigten Kräften der Chinesen und des Silla-Reiches erobert wurde.